# Балыкты (озеро, Северо-Казахстанская область)
Балыкты (каз. Балықты) — пересыхающее озеро в Есильском и Тайыншинском районах Северо-Казахстанской области Казахстана. Находится в 2 км к северу от села Дмитровка и в 3 км к югу от села Караагаш.
По данным топографической съёмки 1940-х годов, площадь поверхности озера составляет 16,58 км². Наибольшая длина озера — 5,2 км, наибольшая ширина — 4,7 км. Длина береговой линии составляет 16,3 км, развитие береговой линии — 1,12. Озеро расположено на высоте 129,6 м над уровнем моря.
Озеро входит в перечень рыбохозяйственных водоёмов местного значения.